# اولنا کراوتس
اولنا کراوتس (اوکراینی: Олена Юріївна Кравець؛ زادهٔ ۱ ژانویهٔ ۱۹۷۷) بازیگر، سرمایه‌دار، اقتصاددان، کمدین، مجری، تهیه‌کننده فیلم، خواننده، مجری تلویزیون، طنز نویس، و مجری رادیو اهل اتحاد جماهیر شوروی سوسیالیستی است. وی از سال ۱۹۹۸ میلادی تاکنون مشغول فعالیت بوده‌است.
از فیلم‌ها یا برنامه‌های تلویزیونی که وی در آن نقش داشته‌است می‌توان به خدمتکار مردم اشاره کرد.